# Notodelphys elegans
Notodelphys elegans is een eenoogkreeftjessoort uit de familie van de Notodelphyidae. De wetenschappelijke naam van de soort is voor het eerst geldig gepubliceerd in 1859 door Thorell.